# Bandini 1000 P
La Bandini 1000 P è un'autovettura da corsa, costruita dal 1959 al 1965 dalla Bandini Automobili di Forlì.
Questo nuovo tipo di vettura segna un radicale cambiamento nella filosofia d'approccio della realizzazione di auto da corsa Bandini. Se gli obbiettivi: velocità, leggerezza e tenuta di strada restano invariati, diverso è il modo in cui essi vengono perseguiti. 
Il peso, sempre nemico della velocità e alleato delle Bandini, viene stravolto nella sua distribuzione, spostando al retrotreno, per la prima volta, l'intero gruppo motore-cambio-differenziale. Questa svolta alla base della definizione del progetto di un autoveicolo, è osteggiata dalla competitività della "Saponetta" 1000 c.c.. Soprattutto nelle gare in salita, questa è la prima vera avversaria e pietra di paragone per la 1000 a motore posteriore; con cui condivide il motore Bandini 1000 cm³, che nel 1962, raggiunge già i 98 CV a 8500 rpm. 
Il debutto del prototipo a motore posteriore risale al 1959 al Circuito di Cesenatico con motore 850 cm³ di cilindrata (il primo ad utilizzare esclusivamente fusioni Bandini) e l'anno successivo con il nuovo motore 1000 cm³.
Con la 1000 P abbiamo un'importante novità ma anche il ritorno definitivo alle quattro ruote indipendenti. La geometria della sospensione posteriore, sperimentata anche su un esemplare di Formula Junior, è totalmente diversa rispetto alla prima Bandini del 1946 e verrà utilizzata anche per i tipi successivi.

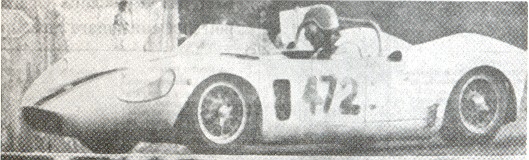
Benelli su Bandini 1000 (1965)

## Il telaio

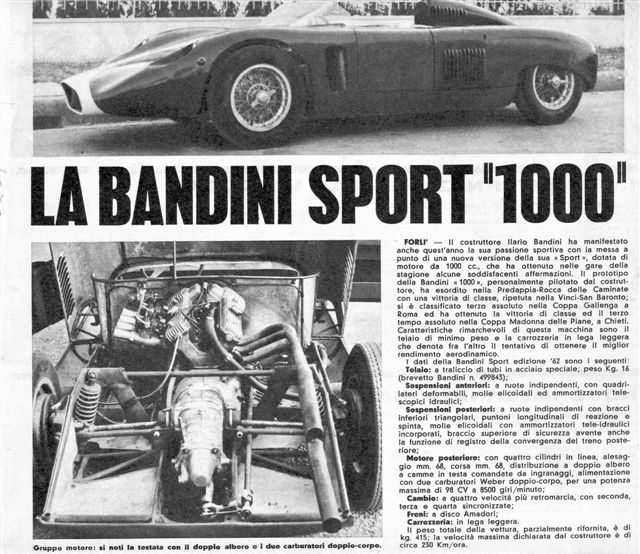

Il telaio, progettato e costruito da Ilario Bandini, utilizza la stessa tipologia di materiale dei tipi precedenti ma il particolare disegno permette di raggiungere l'incredibile peso di soli 16 kg.
- Struttura e materiale: a traliccio di tubi a sezione ellittica, in acciaio speciale di derivazione aeronautica; brevetto nº 499843
- Sospensioni:
  - anteriore: indipendenti, a triangoli sovrapposti con ammortizzatori oleodinamici telescopici inclinati e molle cilindriche elicoidali coassiali; barra stabilizzatrice
  - posteriore: indipendenti, bracci oscillanti e triangoli inferiori su cui agiscono gli ammortizzatori oleodinamici telescopici inclinati e molle cilindriche elicoidali coassiali, camber caster e convergenza regolabili, barra stabilizzatrice

- Impianto frenante:

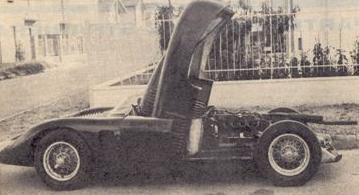

  - di servizio: idraulico, a tamburo anteriori e posteriori a richiesta a disco Amadori
- Sterzo: a vite senza fine
- Guida: a sinistra
- Ruote: a raggi Borrani 15"
- Pneumatici: 4.25x15 / 5.20x12"
- Serbatoio: 45 Litri
- Trasmissione: differenziale e cambio al retrotreno rovesciato
- Peso telaio nudo: 16 kg
- Peso complessivo: 380 kg a secco

## Motore Bandini Bialbero 1000

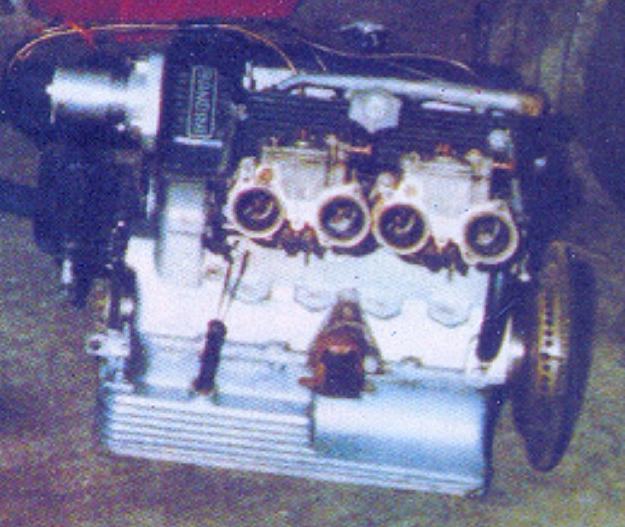
Il motore Bandini bialbero 1000 cm³

- Posizionamento: posteriore longitudinale, 4 cilindri in linea
- Materiali e particolarità: distribuzione mista: catena ingranaggi, doppio albero a camme in testa in lega di alluminio, 8 valvole, camera di scoppio emisferica, monoblocco e basamento a cinque supporti di banco  in unica fusione di lega d'alluminio, coppa dell'olio in lega leggera, canne dei cilindri in ghisa cromate e smontabili
- Alesaggio: 68 mm
- Corsa: 68 mm
- Cilindrata: 987 cm³
- Rapporto di compressione: 9,5:1
- Alimentazione: 2 carburatori Weber doppio corpo 38DCO3
- Potenza: 98 CV @ 8500 rpm
- Lubrificazione: carter umido con pompa a ingranaggi e filtro esterno, radiatore in lega d'alluminio
- Raffreddamento: forzato a liquido con pompa centrifuga comandata da puleggia e cinghia, radiatore in alluminio all'avantreno
- Cambio e frizione: 4 marce (seconda terza e quarta sincronizzate) + RM, frizione monodisco a secco
- Accensione e impianto elettrico:  bobina e distributore-ruttore sulla testa, batteria 12 V e dinamo

## La carrozzeria

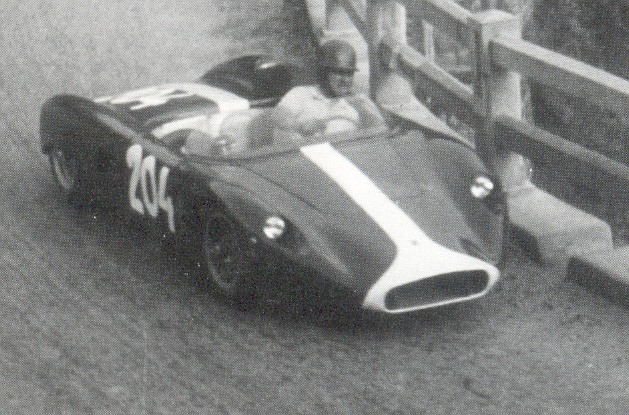
Ilario Bandini alla Vinci-S.Baronto 1962

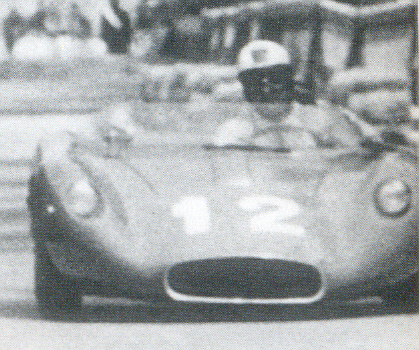
Teodoro Zeccoli a Cesenatico 1959

Le carrozzerie in alluminio biposto (barchetta) vengono costruite a Forlì dalla Bandini.
Rispetto alle Saponetta della quale si nota la radice stilistica comune, la 1000 P ha linee più tese e aggressive con una sezione frontale molto contenuta e un profilo quasi esente da variazioni d'altezza. 
I fari arretrati, la presa d'aria squadrata e prominente, danno l'impressione di essere di fronte ad una vettura che non aspetta altro che dare dimostrazione delle proprie capacità. 
Il cofano posteriore carena parzialmente anche le ruote, è dotato di ampie griglie laterali così come la pinna arrotondata alle spalle del pilota. Ribaltabile in avanti, consente un agevole accesso al vano motore. L'introduzione del Roll-bar obbligherà l'inversione del verso d'apertura e, con questa, viene modificato anche l'intero disegno del cofano. Spariscono le griglie laterali e la pinna superiore e si aprono due prese d'aria sulla zona avanzata dei passaruota posteriori, levitati in altezza rispetto al piano centrale. Anche la parte anteriore subisce un'armonizzazione con il posteriore, adesso, più rotondeggianti.  Viene ridimensionato longitudinalmente (in modo maggiore nella parte inferiore) e ampliata la dimensione dei fari, così da avere una presa d'aria di forma meno squadrata. I vetrini che coprono i fari costituiscono elemento di continuità delle linee dei passaruota e l'aspetto complessivo risulta più dolce.